# Teleki Zsigmond
Teleki Zsigmond (eredetileg Taussig Zsigmond, Villány, 1854. szeptember 23. – Villány, 1910. augusztus 20.) kiemelkedő szőlőtermesztő, borász, császári és királyi udvari szállító, szőlőbirtokos, a magyarországi alanynemesítés, a szőlőtermesztés és a bortermelés megújítója.

## Családja és származása
Izraelita családban született. Édesapja Taussig Ábrahám (1813–1885), fűszerkereskedő, villányi szőlőbirtokos, anyja Weisz Krisztina (1834–1914) volt. Fivérei: Tauszig Vilmos (1848–1911), villányi szőlész, valamint Teleki Hermán (1871–1901), borkereskedői utazó.

## Élete
Az elemi iskola elvégzése után édesapja villányi fűszerüzletében dolgozott. Tizenöt éves korában elhagyta a szülői házat, mert tanulni akart; iskolait Budapesten, majd Bécsben végezte. Tanulmányai befejezése után könyvelőként helyezkedett el egy bécsi bankban. Bécsből Würzburgba került egy német borkereskedőhöz. Itt ismerkedett meg a borok világával, bejárta egész Európát, megtanult németül, angolul és franciául. Itt jegyezte el magát végérvényesen a borral, a szőlőtermesztéssel.
Amikor 1881-ben hazatért, a megtakarított pénzéből megalapította a villányi kísérleti alanytelepet, hogy a kipusztult szőlők pótlásához szükséges alanyokat kinemesítse. 1882. január 2-án alapította a "Tauszig Zsigmond" villányi pincészetet. 1897. december 15-én Tauszig Zsigmond pécsi lakos, valamint Andor, Teréz és Sándor gyermekei a belügyminisztérium jóváhagyásával Teleki-re változtatta meg a családnevét. 1899. január 8-án Teleki Zsigmond pécsi cs. és kir. bornagykereskedő, tudvalevőleg nevét már régebben magyarosította Taussigról Telekire. Ekkor a bornagykereskedői cég is azt a magyar nevet nyerte, amennyiben Teleki a törvényszékileg bejegyzett "Taussig Zsigmond" céget töröltette és "Teleki Zsigmond cs. és kir. udvari szállító" céget jegyeztetett be a pécsi kir. törvényszéknél, mint kereskedelmi bíróságnál.

### Házassága és leszármazottjai
1882. szeptember 25-én a pécsi izraelita imaházban feleségül vette a szintén izraelita polgári származású Spitzer Matild (Pécs, 1861. december 22. – Pécs, 1931. szeptember 27.) kisasszonyt, akinek a szülei Spitzer Sándor és Justus Teréz voltak. Teleki Zsigmond és Spitzer Matild házasságából született:
- Teleki Andor (Pécs, 1883. július 24. – Bécs, 1953. április 2.), magyar királyi kormány-főtanácsos, villányi szőlőbirtokos, tartalékos tüzérfőhadnagy, a Signum Laudis, valamint a Merite Agricole lovagkereszt tulajdonosa.[12][13] Neje: Lukács Magdolna (Budapest, 1893. május 7. – Bécs, 1959. március 26.).[14]
- Teleki Sándor (Pécs, 1890. december 12. – Villány, 1942. június 28.) szőlész, tartalékos százados, magyar királyi kormány-főtanácsos, szőlőbirtokos, a Magyar Szőlősgazdák Országos Egyesülete alelnöke, az ezüst és bronz érdemérem, a Károly csapatkereszt, a Merite Agricole lovagkereszt tulajdonosa, Baranya vármegye törvényhatósági bizottságának a tagja, az Alsó-dunántúli Mezőgazdasági Kamara szőlészeti és borászati szakosztályának alelnöke, az Alsókarasicavölgyi Vízlecsapoló Társulat elnöke, a Villányi Központi Takarékpénztár alelnöke.[15] Neje: Lauber Erzsébet (Pécs, 1904. június 14. – Budapest, 1964. november 6.).[16][17]
- Teleki Teréz Mária (Pécs, 1886. április 14. – Nagyvárad, 1918. június 1.).[18] Férje: dr. Berkovits René (Nagyvárad, 1882. április 9. – Drezda, 1928. szeptember 10.), orvos, bel- és ideggyógyász, Nagyvárad városának tisztiorvosa, I. világháború alatt a nagyváradi katonai járványkórház parancsnoka.[19][20][21]

## Munkássága
A cég megbízásából bejárta Európát, több nyelven beszélő, széles látókörű, művelt ember volt. Ismertsége, külföldi tapasztalatai alapján jól ismerte Európa szőlőtermesztését, borászatát, a filoxéra megjelenését és pusztítását.
1881-ben, 27 évesen visszatér Pécsre, ahol borkereskedéssel kezdett foglalkozni. Munkája során hamarosan felfedezte, hogy üzleti tevékenysége, boldogulásának útja a magyar szőlőtermesztés jövőjétől függ. Felismerte, hogy a kötött talajú történelmi borvidékeket meg kell menteni a filoxéra pusztításától, mert különben nem lesz minőségi bor Magyarországon. Azt is tudta, hogy ez csak úgy lehetséges, ha ezekre a területekre megfelelő alanyfajtát találnak. Egyik pécsi 5 ha kipusztult szőlőjét különféle külföldről behozott alanyfajták (Riparia portalis, Rupestris du Lot, Rupestris metallica, Aramon x Rupestris Ganzin 1, Mourvedre x Rupestris 1202 C, Solonis stb.) alanyokra oltott borszőlőfajtákkal telepítette be. A meszes talajon az oltványok fejlődése gyenge volt, klorotikus tünetek léptek fel, a várakozásnak nem feleltek meg. A felhasznált alanyfajták tehát nem szolgálhatták a jövő szőlőtelepítéseit.
Teleki egyik franciaországi útján értesült arról, hogy több hibája mellett (rossz gyökeresedés, affinitás stb.) a meszes talajokra a Berlandieri alanyok felelnek meg a legjobban. Elhatározta, hogy kipróbálás céljából Berlandieri alanyokat hozat be. Ebben az időben a magyar kormány a „black-rot” (fekete rothadás) miatt megtiltotta a szőlővessző-importot. Ezért Teleki úgy határozott, hogy magról nevel fel alanyfajtákat. Ez az elhatározása – bár akkor talán még ő sem tudta – döntő fordulatot hozott életében, nemesítési munkájának, világsikerének kezdetét jelentette. Elhatározását tett követte, alanymagokat rendelt a Vitis Berlandieri nemesítéséről már jól ismert Euryalc Résséquiertől, akinek Franciaországban a Kelet-Pireneusokban, Alénya községben volt szőlőgazdasága.
A beérkezett mintegy 10 kg magot 1896-ban melegágyba vetették, majd a magoncokat Pécsett a bányatelepi szőlőben nagy mésztartalmú talajba ültették. A populáció hihetetlenül sokszínű volt, a legkülönbözőbb fajok és formák keveréke. Mint írja, „évek hosszú során át tartott ebben a káoszban  rendet teremteni”
A Résséquiertől  vásárolt magokból kikelt növények – mint az később kiderült – természetes kereszteződés útján létrejött hibridek voltak. A 40 000 kikelt magból tiszta Berlandieri, sőt tiszta Viniferára jellemző magoncokat is kapott. A vetés utáni második évben, 1898-ban végezte Teleki az első szelekciót, a gyenge növekedésűeket, a kislevelűeket kiselejtezte.
A megmaradt, mintegy 3000 db-t ültette ki a pécsi és villányi szőlőterületére. Teleki a további szelektálásnál kiváló könyvelői tudását is kamatoztatta, amikor a megmaradt magoncokból 10 csoportot állított fel. Az 1-2-3-as csoport a Vinifera típust képviselte. Ezeket gyenge növekedésűk és ellenálló-képességük miatt nem szaporította. A Berlandieri x Riparia típusokat két alcsoportra osztotta, megkülönböztetett közülük Berlandieri típusokat, Riparia jellegűeket. Figyelembe vette a vitorla bronzos vagy zöldes színét. A két alcsoportot újabb három csoportba osztotta. A 4-5-6 csoportba a Riparia  fenotípusúakat, a 7-8-9 csoportba a Berlandieri fenotípusúakat sorolta. A csupasz vesszőjű változatokhoz a nagy A-betűt (4-5-6 csoport), a molyhos, szőrös szártagú változatokhoz a nagy B-betűt  (7-8-9 ) írta. A 10. csoportba sorolta a Berlandieri x Rupestris jegyeket tartalmazókat. Ezek közül a Teleki 10 A típust tartotta a legjobbnak, és ezt forgalmazta.
Teleki figyelmét elsősorban a két legértékesebb csoport kötötte le, az 5A, amelyben csupasz szártagú magoncok voltak, levelük a Ripariára hasonlított, valamint a 8B csoport, amelyek magoncai molyhosak voltak, leveleik a Berlandieriéhez közelállók. Ezeket növekedési erély, korai hajtásérés, mésztűrő-képesség szempontjából jobbnak tartotta, mint az általa ismert francia fajtákat. Ezt a két csoportot hozta először forgalomba – valószínűleg a gyors elszaporítás érdekében – ám alapvető hibát követett el, amikor Berlandieri x Riparia 5A néven három magoncnak, Berlandieri x Riparia 8B jelzéssel öt magoncnak az azonos típusú keverékét forgalmazta, ahelyett, hogy egyetlen egyedből indult volna ki. Így sajnos majdnem azonos fenotípusú fajtakeveréket adott át a termesztésnek.
Ezek az egy szám alatt forgalmazott fajtakeverékek elkerültek Európa számos szőlőtermelő államába és lehetőséget teremtettek a csoportokban található fajták külön választására, szelektálására. Ma már nehéz megállapítani, hogy az 5A, vagy a 8B név alatt forgalmazott keverék hány magról kelt növény származéka. Az azonban egészen biztos, hogy egy típuscsoportba több fajta is volt, mivel az 5A-ból szelektálták ki az 5C és az 5BB fajtákat. A Keszthelyi Agrártudományi Egyetem Cserszegtomaji fajtagyűjteményében található 5A is külön fajtának felel meg.
A szelekciót fia, Teleki Sándor folytatta.
A Teleki Zsigmond által előállított fajták több mint száz év alatt elkerültek a világ számos szőlőtermelő országába, értéküket gyorsan felfedezték. A világ több intézetében számos kutató szelektálta. A szelekció folyamán a fajtakeverékek fajtákká váltak.